# 红山塔
红山塔（維吾爾語：قىزىلتاغ مۇنارى‎）是位于中华人民共和国新疆维吾尔自治区乌鲁木齐市水磨沟区的清代砖塔。红山塔始建于乾隆五十三年（公元1788年），现位于红山公园内，2014年被列为新疆维吾尔自治区文物保护单位。

## 历史
清代时，乌鲁木齐河因为气候变化而时常发生洪水。乾隆五十三年（公元1788年）3月，因融雪，迪化（今乌鲁木齐市）旧城西南发生洪灾，导致超过500间民房被冲毁。当时的乌鲁木齐都统尚安上书朝廷并组织赈灾。此后开始出现民间传说：乌鲁木齐河的泛滥是因为恶龙作怪，倘若红山与妖魔山合拢，迪化城将变成汪洋泽国。尚安听闻此传言后，为镇住作祟的恶龙，在乾隆五十三年（公元1788年）5月在红山与妖魔山上各修建了一座宝塔（妖魔山上的塔后倒塌重建）。盛世才治疆期间，将红山脚下的庙宇拆毁殆尽，仅剩红山孤塔立于红山之上。200多年来，红山塔在经历了多次地震和风雨侵蚀后依然屹立。1985年，红山公园正式开门迎客。1988年9月，乌鲁木齐市园林部门将红山塔涂成红色。2014年3月13日，红山塔被列为第七批新疆维吾尔自治区文物保护单位。

## 建筑
红山塔位于中华人民共和国新疆维吾尔自治区乌鲁木齐市西大桥北侧，红山西部山顶之上，是乌鲁木齐标志建筑。红山塔是一座多檐楼阁式实心砖塔，原为青灰色，后因风雨侵蚀使得塔砖面裸露在外，园林部门将红山塔涂为红色。红山塔由三部分组成，分别为塔基、塔身和塔刹。红山塔全高10.5米，其中塔基1米。全塔有9层，每层高约0.9米。塔平面为六角，塔基亦为六角，每边边长2.2米有余。塔檐叠涩挑出，各层有明显的收分。现在的红山塔结构基本维持原貌，红山塔底部有水泥抹面，塔的四周有栅栏保护。不过，在红山塔的底层塔身有游客的签名和乱刻。